# فرهنگ آرتساخ
سرزمین آرتساخ یا قره‌باغ کوهستانی در پیدایش و احیای ملت ارمنی و تاریخ سیاسی و فرهنگی آن نقش بسیار مهمی داشته‌است.
از هزاره اول (پیش از میلاد) و زمان حکومت آیرارات و سپس یرواندونیها آرتساخ نیز بخشی از سرزمین گستردهٔ ارمنستان بوده. طبق نوشته‌های استرابون آرتساخ اقتصادی پیشرفته داشته و در زمان جنگهای ارمنیان با دشمنان، سواره نظام قدرتمندی به کارزار گسیل میکرده.
در اوایل سده ۴ (میلادی)، ارمنیان آرتساخ به دین مسیحیت گرویدند و آن را به منزلهٔ دین رسمی پذیرفتند.
منطقهٔ آرتساخ یکی از غنیترین مناطق سرزمین ارمنستان از نظر وجود بناها و اماکن مذهبی است.
در بخش‌های مرکزی و مناطق دیگر در طی سده‌های میانه بدون وقفه در زمینه‌های تعلیم، تحصیل، نگارش و انتشار ادبیات مذهبی و زبان و فرهنگ ارمنی بسیار فعال بوده‌اند.

## فرهنگ آرتساخ

### مدارس
در سده پنجم میلادی مسروپ ماشتوتس یک مدرسه در کلیسای معروف آماراس واقع در آرتساخ ایجاد نمود. در سده‌های ۱۰ تا ۱۳م آموزشگاه‌هایی در گاندزاسار، گدچا و دیگر نواحی آرتساخ فعالیت کرده‌اند.
در سده‌های ۱۹–۱۸م. در بسیاری از روستاها مدارس وابسته به کلیسا تشکیل شدند، و مدارسی که از دهه ۱۸۲۰ در شهر شوشی بنا شدند، نقش مهمی در آموزش و پرورش آرتساخ ایفا نمودند.
صنعت چاپ کتاب در شهر شوشی زودتر از ایروان، باکو و سایر شهرهای قفقاز جنوبی پدید آمد. علت این امر ارتباط نزدیک اهالی آرتساخ با مراکز علمی و فرهنگی اروپای غربی بود.
در سال ۱۸۲۷م، آ. دیتریخ و ف. زارمبا اعضاء میسیون‌های انجیلی شهر بازل در شوشی مدرسه و چاپخانه‌ای بنا می‌کنند. در سال ۱۸۲۸ کتاب تاریخ کتاب مقدس در شوشی به چاپ رسید. سپس کتاب‌هایی در مورد تاریخ ارمنستان، زبان و ادبیات ارمنی و نیز کتابهای درسی و غیره به چاپ رسیدند. آن‌ها در مدت فعالیت مدرسه (۹–۸ سال) ۱۱۶۷۹ نسخه کتاب چاپ کردند. لیکن روسیه تزاری فعالیت آن‌ها را تعطیل نمود.
در سال‌های ۱۵–۱۹۱۴ در پهنه قره باغ کوهستانی ۴۹ مدرسه با ۴۰۱۰ شاگرد و ۷۹ معلم فعالیت داشت.
در دوران اتحاد جماهیر شوروی سوسیالیستی مبارزه جدی با بی سوادی آغاز شد. در سال‌های ۷۶–۱۹۷۵ در ۲۰۵ مدرسه ۴۲ هزار دانش آموز در ۴ آموزشگاه فنی حرفه‌ای ۱۶۰۰ نفر، در ۵ مدرسه تخصصی متوسطه ۱۸۰۰ نفر، در انستیتوی تربیتی استپاناکرت ۱۶۰۰ دانشجو مشغول تحصیل بودند.
در سال ۱۹۸۷ تعداد مدارس ۱۹۵ با ۳۲ هزار دانش آموز و ۴۳۶۴ معلم (اکثریت دارای تحصیلات عالی)، تعداد مدارس متوسطه ۸۱ بود. در همین سال انستیتوی تربیتی استپاناکرت ۲۱۰۰ دانشجو داشت. پس از اعلام جمهوری در سال‌های اخیر، دانشگاه استپاناکرت تأسیس شده‌است.

### نشریات
در دهه ۱۸۷۰ فعالیت نشریات گسترش یافت. به ویژه در سال ۱۸۷۴ اولین شماره ماهنامه هایکاکان آشخار (به معنی دنیای ارمن) چاپ شد.
نشریه‌های دیگر عبارتند از:
«گوردز (به معنی کار، ۴–۱۸۸۲) سپس ماهنامه دانش آموزی زیازان (به معنی رنگین کمان ۱۹۱۶). کنار خوسناک (به معنی چنگ سخنگو ۱۸۸۱). قاراباغ (۱۲–۱۹۱۱) هفته‌نامه شوسینسکی لیستوک (۱۹۱۱)، شوشینسکا باژیزن (۱۴–۱۹۱۳)، نسوک (به معنی حامی)، آزگاگراکان هاندس (به معنی نشریه قوم‌شناسی ۱۸۹۶) میوتیون (به معنی اتحاد ۱۹۱۳)، میراژ (به معنی سراب ۱۷–۱۹۱۳)، دزیزاغ (به معنی خنده ۱۹۱۶)، نشریه سه روزه پایلاک (به معنی رعد ۱۷–۱۹۱۶)، سرینگ (به معنی نی ۱۹۱۷)، پایکار (به معنی پیکار ۱۹۱۶)، آشاکرد (به معنی دانش آموز ۱۹۱۷)، یراند (به معنی شوق ۱۹۱۷) و غیره.»
بدین ترتیب پیش از دوران شوروی ۲۱ عنوان نشریه در شوشی به چاپ رسیده بود که ۱۹ عنوان به زبان ارمنی و ۲ عنوان روسی بود.
- کتابخانه

ایجاد قرائت خانه‌ها، کتابخانه‌ها و انجمن‌ها به موازات سایر رشته‌های فرهنگی صورت گرفت. اولین قرائت خانه در سال ۱۸۶۵ در شوشی، و در سال‌های ۱۸۷۸، ۱۸۸۸، ۱۸۸۹ کتابخانه‌های غنی تر در آنجا تأسیس شدند. در سال‌های دهه ۱۹۲۰ شبکه کتابخانه‌ها گسترش یافت. در سال ۱۹۲۴ بزرگترین کتابخانه منطقه بنام م. گورکی در استپاناکرت تأسیس شد.
تعداد کتابخانه‌ها در سال ۱۹۴۰ معادل ۶۶، در سال ۱۹۸۵ برابر با ۲۳۱ و شامل ۱/۶۰۰/۰۰۰ جلد کتاب بود.

### تئاتر

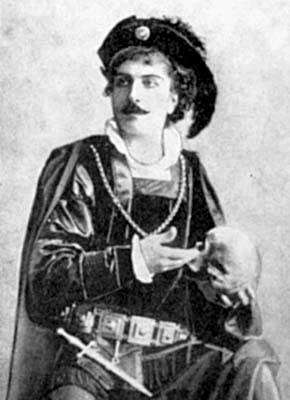
پتروس آدامیان بازیگر نامی ارمنی

هنر تئاتر در زمان‌های کهن در آرتساخ پدید آمد اما حیات فعلی آن از ژوئیه سال ۱۸۶۵ آغاز گردید. در این تاریخ هنرمندان اهل تفلیس (گ. چمشکیان، م. آمریکیان، س. مازرینیان) نمایش‌های وارتان مامیکونیان، شوشانیک، اشکولی وارژاپده و غیره را به صحنه بردند. از سال ۱۸۶۸ نمایش‌هایی در سالن منزل شخصی به نام هامبارسوم هاخومیان، مدرسه و کلیسا و باشگاه شهر اجرا گردید.
در سال ۱۸۸۲ در شوشی باشگاهی تأسیس شد که سالن مناسبی برای تئاتر داشت. در همین سال پتروس آدامیان بازیگر نامی ارمنی در شوشی در نقش هملت بازی کرد. از سال ۱۸۹۱ در شوشی تئاتر خاندامیریان فعالیت خود را آغاز نمود.
در سال ۱۹۰۰، سی و پنجمین سالگرد تئاتر شوشی جشن گرفته شد.

### موسیقی
هنر موسیقی مردمی آرتساخ بخش بارزی از موسیقی مردمی ارمنی است و تأثیر و سنت‌های باستانی و سبک‌های گوناگون آن را در خود دارد. آرتساخ از نظر خوانندگان مردمی و موسیقیدانان مشهور است برای نمونه در ابتدای سده بیستم، شهر شوشی را کنسرواتوار ماورای قفقاز نامیده‌اند.

### قالی ارمنی

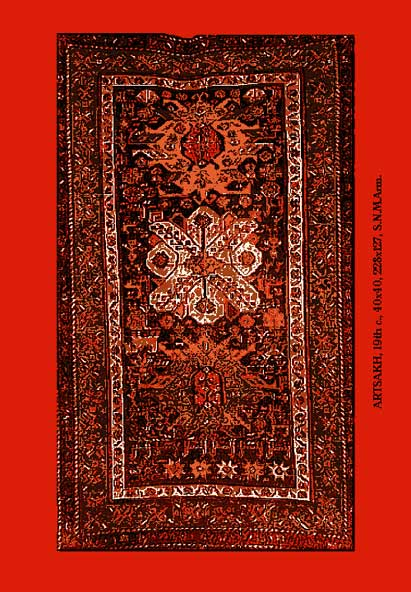
قالی ارمنی ناحیه آرتساخ قرن نوزدهم

ارمنیان، که جزو نخستین پیروان رسمی مسیحیت (از ۳۰۱م) هستند، میراث کهن انگاره‌ها و نمادهای فرهنگ و سنت خود را با مفهوم روحانی آیین جدید تلفیق کردند و در طول روند تکامل نقشها موفق به بیان قوی و آشکار آن‌ها به صورت نمادهای مسیحی شدند.
امروزه، آثار هنری به جای مانده و شناخته شده مانند معماری کلیساها، چلیپاسنگها، صفحات تذهیب شده انجیلها، فرسکو، هنر فلزکاری، کندهکاری چوب، سفالگری و نیز هنرهای سنتی دستبافت مانند فرش، گلیم، گلدوزی و غیره تداوم و تکرار این نقشهای سنتی را به روشنی نشان می‌دهند.

## تیگراناکرت آرتساخ

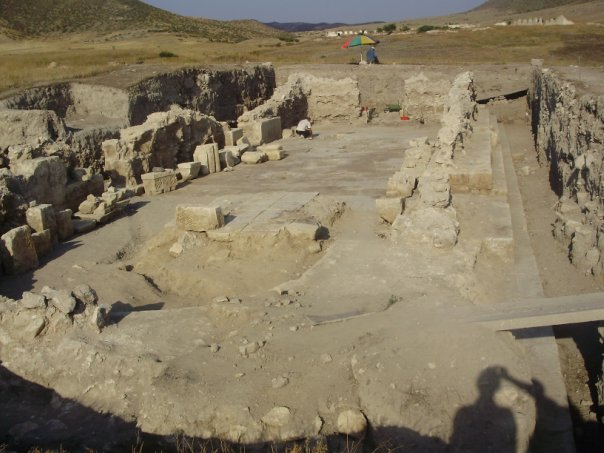
آثار باقی مانده از شهر تیگراناکرت

تیگراناکرت آرتساخ به (ارمنی Արցախի Տիգրանակերտ به لاتین Arts'akhi Tigranakert) یک شهر باستانی ارمنی است که قدمت آن به دوره عصر هلنیستی باز می‌گردد.
شهر باستانی تیگراناکرت آرتساخ یکی از آن چهار شهر همنامی است که در قرن اول پیش از میلاد توسط پادشاه تیگران بزرگ ساخته شده‌است.
شهر تیگراناکرت در سال ۲۰۰۵ کشف شد. آن بر دامنه کوهی به نام وانکاسار در نزدیکی استان مارتاکرت (مارداکرت) قرار دارد.

## کلیساها و آثار تاریخی آرتساخ
- صومعه آماراس[۶]

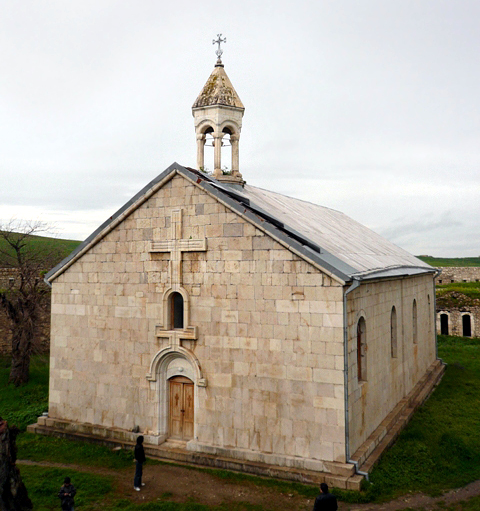
صومعه آماراس

صومعه آماراس در قرن چهارم میلادی بنا شده‌است و در نزدیکی روستای ماچکالاشن در منطقه مارتونی قره باغ قرار دارد.
بنا به روایت پاوستوس بیوزاند، (مورخ قرن پنجم میلادی) گریگور روشنگر، (پایه‌گذار کلیسای ارمنی) کلیسایی را در این محل بنا نمود که در قرن چهارم میلادی به صومعه تبدیل شد. مدفن گریگوریس مقدس، (نوه گریگور روشنگر) که در سال ۳۳۸ میلادی در راه تبلیغ مسیحیت به شهادت رسید، در این صومعه واقع است.
مسروپ ماشتوتس، در اوایل قرن پنجم میلادی نخستین مدرسه برای تعلیم الفبا را در آماراس بنا نمود.
بنای کلیسای گریگوریس مقدس در این صومعه با کمک مالی ارامنه شهر شوشی در سال ۱۸۵۸ میلادی با سنگ سفید بازسازی شده‌است.
این صومعه با باروهای ضخیمی احاطه شده بود و در صورت وجود خطر، به یک دژ تبدیل می‌شد که در آن مردم جمع شده در برابر دشمن مقاومت می‌کرد. به همین دلیل صومعه آماراس به دفعات توسط سلجوقیان و تاتارها و مغولان ویران گشته است اما همیشه هم سریعاً" مورد بازسازی قرار گرفته و آباد شده‌است.
در زمان لشکرکشی تیمور لنگ در اواخر سده چهاردهم میلادی آماراس به شدت ویران شد، اما صومعه مقر اسقفی خود را از دست نداد. در سده‌های پانزدهم تا شانزدهم حتی در شرایط وخیم، آماراس به عنوان یک مرکز دینی  که دارای حیات فرهنگی فعالی بوده، باقی می‌ماند. در اینجا مدرسه بی‌وقفه فعالیت می‌کرد، نسخ خطی گرانبهایی ایجاد می‌شدند که خیلی از آن‌ها به ما رسیده‌است.
کلیسای اصلی این صومعه از سنگ‌های خوش‌تراش خاکستری رنگ روشن سنگ معدن شوشی ساخته شده‌است. طول سالن این کلیسا ۲۳ متر و عرض آن ۳۳/۱۳ متر است. باروهای آن و نیز بخش اعظم تأسیسات جانبی صومعه برجای مانده‌است.
<<صلیب سنگی که در آماراس یافت شده‌است با کتیبهای که بر روی خود دارد،  سال ۹۲۵ میلادی  بر روی آن درج شده‌است. بدین ترتیب این صلیب‌سنگ در زمره کهن‌ترین آثار تاریخی است که بر روی آن‌ها تاریخ درج شده‌است.>>
- صومعه دادی وانک[۸]

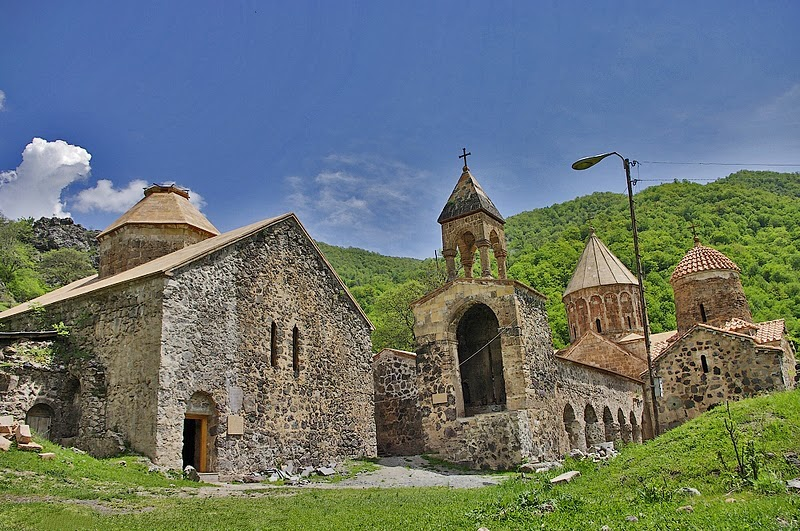
صومعه دادی وانک

این صومعه که بزرگترین صومعه ارمنی در منطقه قفقاز است، در قرون نهم تا سیزدهم میلادی بنا شده‌است و در منطقه شاهومیان آرتساخ قرار دارد.
نخستین کلیسا در محل این صومعه روی مزار دادی مقدس، شاگرد تادئوس مقدس(یکی از حواریون حضرت عیسی مسیح) که در قرن اول میلادی در شرق ارمنستان به گسترش مسیحیت می‌پرداخت، پایه‌گذاری شده‌است.
در ژوئن سال ۲۰۰۷ قبر دادی مقدس زیر محراب کلیسای اصلی این صومعه کشف شد.
روی دیوارهای کلیسای جامع دادی وانک که (آستواتساتسین مقدس) نام دارد سنگ نوشته‌های ارمنی وجود دارد. همچنین مدفن خاندان حکومتی ارمنی خاچن علیا در این کلیسا می‌باشد. حجاری‌های سر در جنوبی کلیسای جامع بیانگر آن است که این بنا در قرن سیزدهم میلای ساخته شده‌است.
در ۸ اکتبر ۲۰۰۱ جمعی از نمایندگان شورای اروپا با صدور بیانیه‌ای تخریب صومعه دادی وانک توسط جمهوری آذربایجان را محکوم نمودند. این صومعه در سال‌های اخیر توسط ارامنه مورد بازسازی قرار گرفته‌است.
- صومعه گاندزاسار

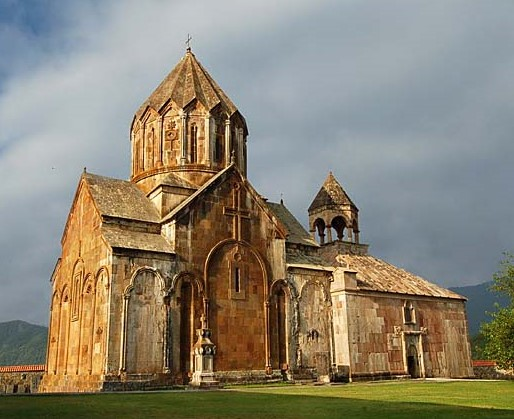
صومعه گاندزاسار

بنای کنونی آن مربوط به قرن سیزدهم میلادی است و در نزدیکی روستای وانک در منطقه مارتاکرت واقع است.
بقایای زکریای مقدس، پدر یحیی تعمیددهنده، در صومعه گاندزاسار نگهداری می‌شود.
بنا بر آثار بسیاری از مورخان قرون وسطی، از جمله یرمیا چلبی، این صومعه توسط گریگور روشنگر در قرن چهارم میلادی پایه‌گذاری شده‌است. گاندزاسار در سال‌های ۱۴۰۰ تا ۱۸۱۶ یکی از مقرهای  کلیسای مرسلی ارمنی بوده و هم‌اکنون مقر اسقف اعظم پارکو ماردیروسیان، خلیفه ارامنه آرتساخ است.
کلیسای جامع یحیی تعمید دهنده مقدس در این صومعه بین سال‌های ۱۲۱۶ و ۱۲۳۸ میلادی به دستور واختانگیان، حاکم ارمنی استان خاچن آرتساخ بنا شده‌است و به اعتقاد بسیاری از کارشناسان، یکی از نمونه‌های بی‌نظیر معماری ارمنی محسوب می‌شود. آناتولی یاکوبسون، کارشناس هنر قرون وسطی، این صومعه را دائرةالمعارف هنر ارمنی در قرن سیزدهم میلادی نامیده است.
سنگ نوشته مربوط به ساخت این کلیسا روی دیوار غربی آن قرار دارد و مقبره حکام ارمنی خاچن در همین کلیسا می‌باشد. در مجموع حدود دویست سنگ نوشته ارمنی در صومعه گاندزاساروجود دارد.
در اواخر قرن ۱۲ و اوایل قرن ۱۳ میلادی معماری ارمنی دوباره شکوفا شد و صومعه‌های ارمنستان از جمله گاندزاسار به مراکز هنر، معماری و محل کتابت و تصویرنگاری دست نوشته‌های ارمنی بدل شدند.
در محوطه این صومعه تعداد زیادی صلیب‌های سنگی قدیمی چلیپاسنگ وجود دارد.
کلیسای یحیی مقدس همانند کلیسای آختامار در جزیره آختامار دارای حجاری‌های متعدد از جمله حضرت عیسی روی صلیب، آدم و حوا و غیره است.
- صومعه دزیدزرناوانک یا زیزرناوانک[۱۲]

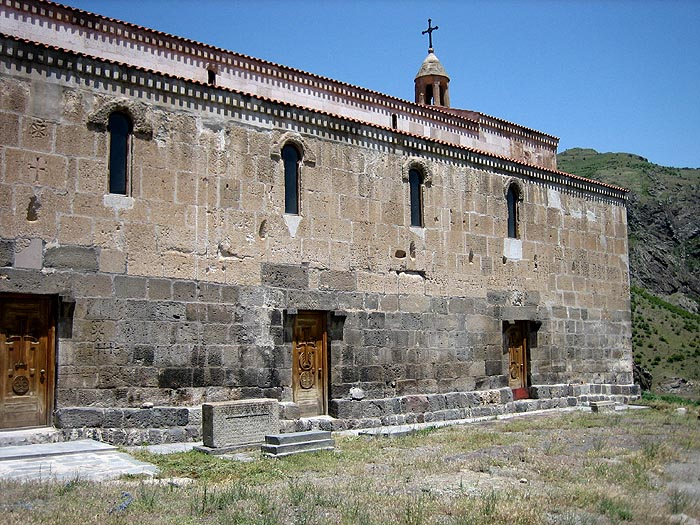
صومعه دزیدزرناوانک

صومعه "زیزرناوانک" در منطقه کاشاتاق بر حاشیه روستای زیزرناوانک در ساحل راست رود آقاونی واقع است.
این صومعه نقش ارزشمندی نه فقط برای ارمنستان بلکه برای کل جهان مسیحیت ایفا نموده‌است. انگشت کوچک (زیزرن) پطرس حواری در این صومعه نگهداری شده‌است و نام زیزرناوانک از همینجا منشاء گرفته‌است.
کلیسای زیزرناوانک با ویژگی‌های خود و تزئینات منحصربفرد خود یکی از بناهای مهم معماری ارمنی قرون وسطایی می‌باشد. آن سازه‌ای به سبک بازیلیک و تالار سه قسمتی، پلان زیربنایی مستطیل شکل با چهار جفت ستون  است و در فضای این بنا، از بیرون تأکید بر روی تالار قسمت میانی می‌باشد. آن از ضلع جنوبی دارای چهار درب می‌باشد. در بین کلیساهای مشابه ارمنی، آن تنها نمونه‌ای است که به‌خوبی محفوظ مانده و برجای ایستاده است. احتمالاً کلیسا بر روی فونداسیون‌‌ معبد بت‌پرستی بنا شده‌است. مرحله اول ساخت و ساز آن در سده چهارم میلادی آغاز شده‌است.
سنگ نوشته قدیمی مربوط به بازسازی این صومعه از سال ۱۶۱۳ میلادی توسط مقامات جمهوری آذربایجان در سال‌های ۱۹۸۹ تا ۱۹۹۲ میلادی نابود شد پیشتر نیز حکومت جمهوری سوسیالیستی آذربایجان شوروی در سال ۱۹۶۷ سنگ نوشته دیگری را که مربوط به سال ۱۷۷۹ بود تخریب نموده بود.
- کلیسای جامع شوشی

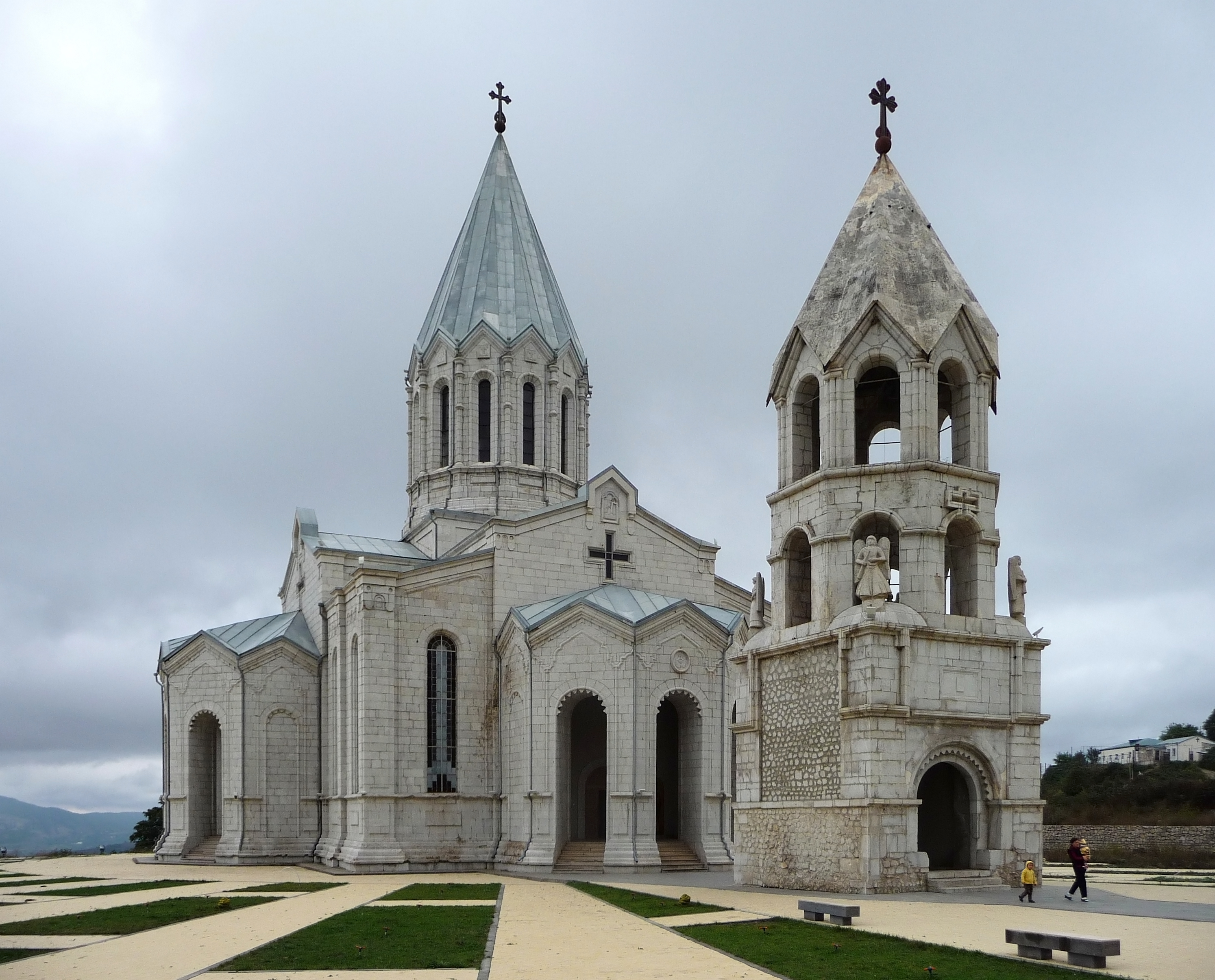
کلیسای جامع شوشی

کلیسای قازانچتسوتس آمناپرگیچ مقدس (کلیسای جامع شهر شوشی) افتخار و غرور شهر شوشی می‌باشد. بنای کنونی آن در سال‌های ۸۷-۱۸۶۸ تأسیس شد و در شهر شوشی قرار دارد.
این کلیسا به همراه کلیسای کاناچ ژام(به زبان ارمنی به معنی کلیسای سبز) تنها کلیساهای ارمنی شوشی هستند.
بعد از سال ۱۹۲۰ جمهوری آذربایجان شوروی از آن به عنوان انبار غله و پارکینگ استفاده می‌نمود. در طول جنگ قره باغ نیز مقامات جمهوری آذربایجان به دلیل اطمینان از عدم مورد حمله قرار گرفتن آن از سوی نیروهای ارمنی از آن به عنوان انبار مهمات استفاده می‌نمودند.
این کلیسا، پس از آزادسازی شهر شوشی یه طور اساسی بازسازی شده و اینک فعال است.
یکی از اتاقهای زیرزمینی کلیسا بواسطه پدیده‌های مرموز معروف می‌باشد. آن صرفاً" یک اتاق نیم‌کروی است اما دارای ویژگی‌های آکوستیک‌‌ بسیار جالبی می‌باشد. وقتی در وسط آن درست در زیر شکاف ایجاد شده بر روی سقف می‌ایستید، صدای شما به‌طور غیرقابل قیاسی بلندتر شنیده می‌شود اما برای کسی که یک متر کنار ایستاده است، اینگونه نیست و او صدای معمولی می‌شنود. بخصوص خیلی جالب است وقتی در زیر آن شکاف شروع به آواز خواندن می‌نمایید. این اتاق برای مراسم کلیسایی مورد استفاده قرار می‌گرفت. کشیش‌ها با بلندتر شنیدن صدای خود می‌توانستند موسیقی را صحیح تر ادا نمایند.

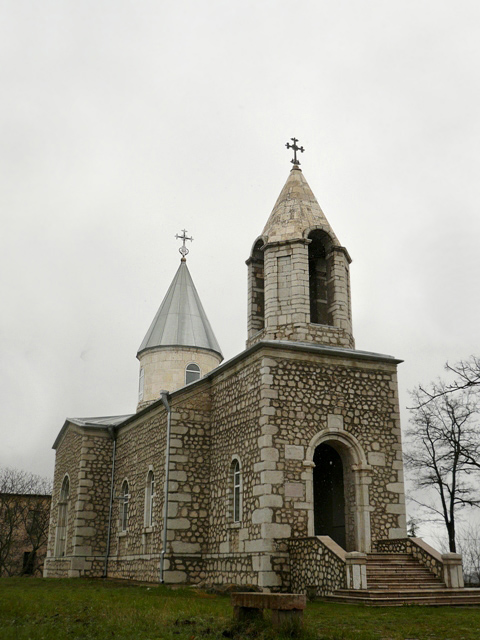
کلیسای سبز

علاوه بر صدای بلند، این اتاق یک ویژگی دیگر نیز دارد. اگر دو نفر درست در دو نقطه متقابل قُطر آن بایستند، آن‌ها صدای حرفهای بسیار ضعیف و پائین همدیگر را بسیار خوب خواهند شنید، اما سایر افرادی که در آن اتاق هستند، چیزی نخواهند شنید.
- کلیسای سبز (کاناچ ژام)

کلیسای سبز در شهر شوشی کانون فرهنگی مهم ارامنه در قرون وسطی واقع است. نام کلیسای سبز به گنبد آن مربوط می‌شود که به رنگ سبز رنگ‌آمیزی شده‌است.
این کلیسای زیبا که به خوبی محفوظ مانده‌است، در ناحیه مرتفعی از شهر قرار دارد و از آنجا منظره بسیار فوق‌العاده‌ای به سمت شهر دیده می‌شود. در کتیبه‌های مربوط به ساخت و ساز آن آمده‌است که این بنا در سال ۱۸۷۴ ساخته شده‌است.
به سبب ناقوسخانه و گنبد خوش فرم آن، کلیسای سبز از کلیه محله‌های شهر قابل رویت است.
- کلیسای گتچاوانک[۱۵]

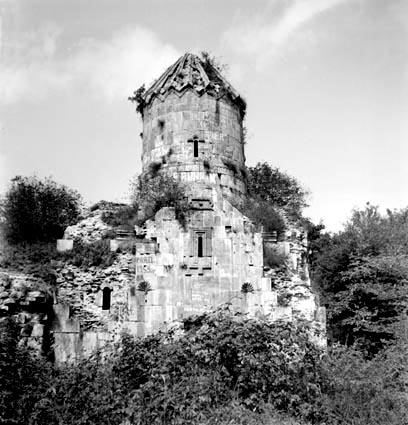
کلیسای گتچاوانک

کلیسایی قرون وسطایی گتچاوانک در نزدیکی روستای تاق منطقه هادروت آرتساخ واقع است.
در سال ۱۲۴۱ میلادی ساخته شده‌است.
- صومعه یریتس مانکانتس[۱۷]

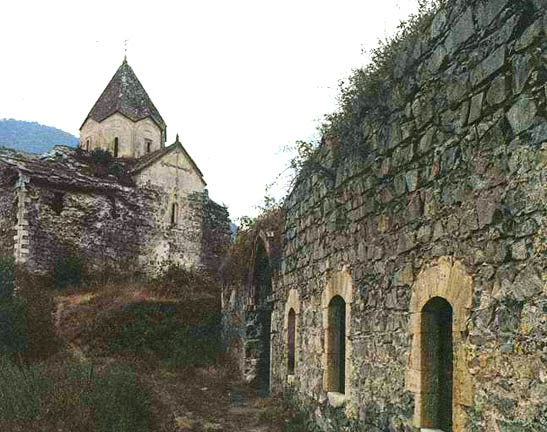
صومعه یریتس مانکانتس

این صومعه در سال ۱۶۹۱ میلادی توسط خاندان ملیک ایسرائلیان، از ملیک‌های قره‌باغ، حکام ارمنی جرابرت آرتساخ بنا شده‌است و در منطقه مارتاکرت قره باغ قرار دارد.
- یقیشه آراکیال وانک[۱۸]

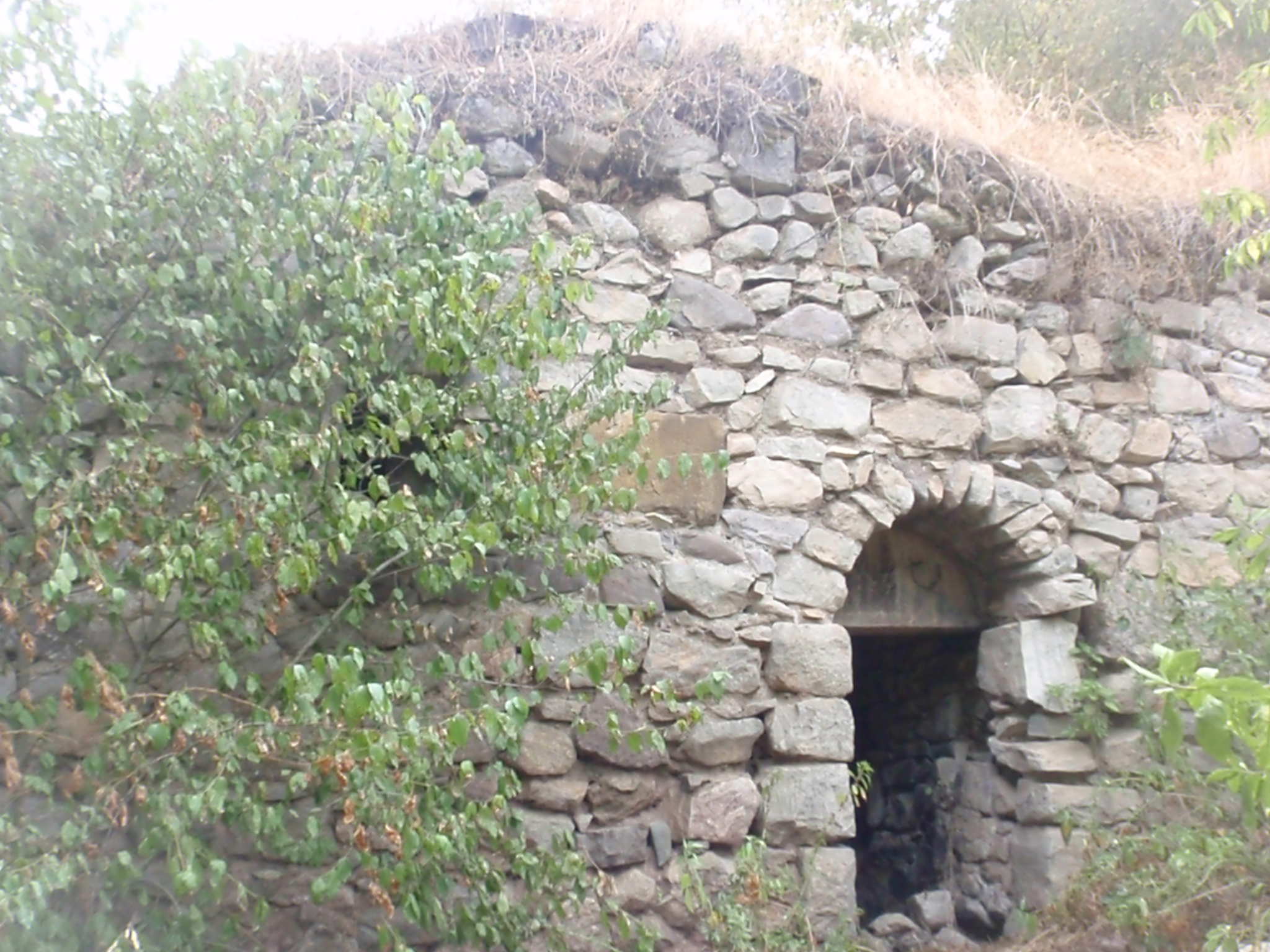
یقیشه آراکیال وانک

متعلق به سده پنجم میلادی در مارتاکرت.
- صومعه کارمیراوانک[۱۹]

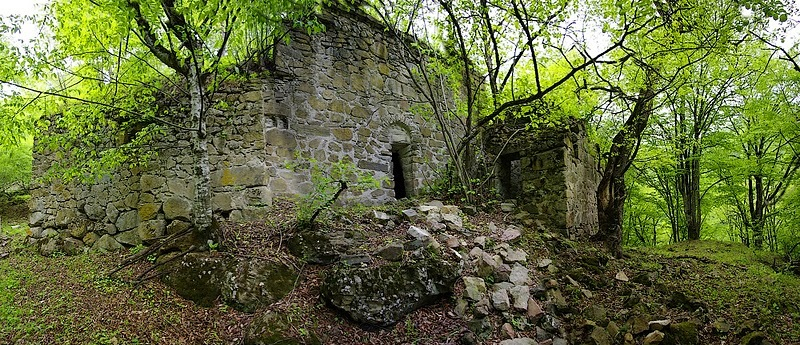
صومعه کارمیراوانک

متعلق به سده سیزدهم میلادی در مارتاکرت.
- صومعه هاکوباوانک[۲۰]

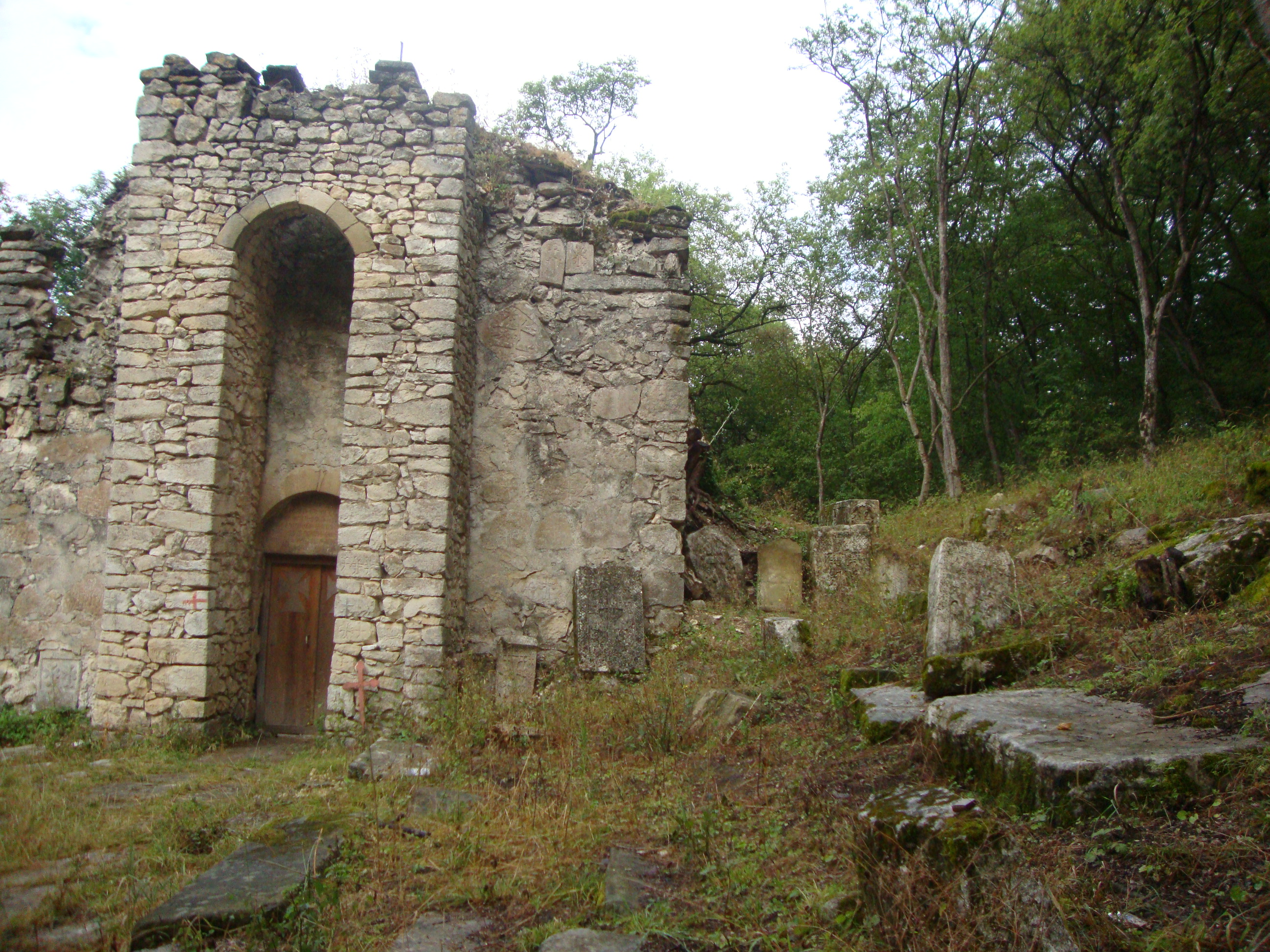
صومعه هُرِکاوانک

متعلق به سده هفتم میلادی در مارتاکرت.
- صومعه هُرِکاوانک[۲۱]

متعلق به سده سیزدهم میلادی در نزدیکی روستایی به نام طالیش.
- قلعه کاچاقاکابرت[۲۲]

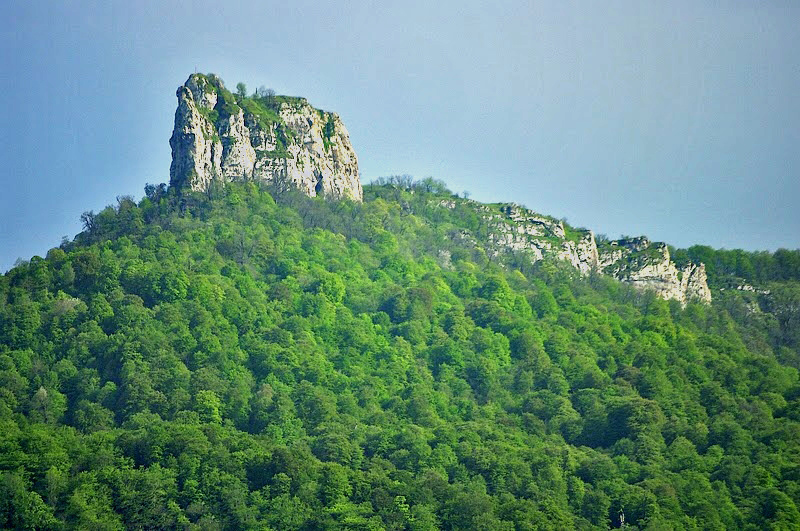
قلعه کاچاقاکابرت

در کوهستانهای مرتفع و پوشیده از جنگل، ناممکن است قله کوهی را که به‌طور ناگهانی سر برافراشته و از همه اطراف خود با صخره‌های عمودی محصور می‌باشد، متوجه نشد.
قلعه کاچاقاکابرت میان روستاهای پترتسیک و کولاتاک واقع است. قله کوهی که این قلعه بر روی آن واقع است، از دهها کیلومتر دورتر قابل تشخیص است. بخصوص آن در حین عبور از جاده‌ای که از استپاناکرت به گاندزاسار منتهی می‌شود، به چشم می‌خورد.
معماری:
<<قله کوه از طرفین غربی، شمالی و شرقی بواسطه صخرههای صاف و عمودی به ارتفاع ۵۰-۶۰ متر احاطه شده‌است. طرف جنوبی نسبتاً" طرف ضعیف آن می‌باشد که ورودی نیز در اینجا قرار دارد. اما ورود به این دژ بسیار دشوار است چون ورودی به آن صورت وجود ندارد. بدون بالا رفتن رسیدن به بارو ناممکن است. وقتی از دور نگاه می‌کنی، محوطه قلعه کوچک به نظر می‌رسد، اما در واقع آن به اندازه کافی بزرگ است. در قدیم‌الایام اقامتگاههای متعدد، مسیرهای مخفی حفر شده در دل صخره، محل پرتاب گلوله‌های سنگی و آتشین، در اینجا وجود داشتند. همچنین به سیستم آبرسانی نیز توجه شده بود. دو آب‌انبار که در دل صخره حفر شده بودند و با آب باران پر می‌شدند، در قسمت مرکزی قلعه محفوظ مانده‌است.>>
تاریخ آن:
<<این بنا متعلق به سده هشتم میلادی می‌باشد. در هنگام لشکرکشی اعراب این جزیره سنگی ساخته شد و به یک قلعه تبدیل شد. در برخی منابع، این مرکز دفاعی باستانی با نام قلعه خاچن نیز ذکر می‌شود.
به دفعات قلعه کاچاقاکابرت از ساکنان روستاهای اطراف محافظت کرده‌است. به گفته موسی کالان کاتواتسی، در قرن نهم میلادی شاهزاده خانمی بنام اسپرام با از دست دادن شوهر خود، شجاعت یک مرد را بدست می‌آورد، دخترش را که با او زنده مانده بود، بر می‌دارد بر مسیر طولانی شب هنگام غلبه می‌کند و در داخل قلعه خاچن پناه می‌گیرد.
در داخل این قلعه به سبب اینکه مطلقاً" دست نیافتنی است و از موقعیتی مسلط برخوردار است، حتی می‌توان بدون سلاح به دفاع پرداخت. تصادفی نیست که مردم قلعه را کاچاقاکابرت (قلعه زاغ‌ها) نامیده است. چون فقط برای زاغها در دسترس بوده‌است. ساکنان بومی این قلعه را با نام سقسقان (لغزنده) می‌شناسند، چون موارد بسیاری اتفاق افتاده که افراد از قله کوه سر خورده و به باروی آن نرسیده‌اند.>>
- غار آزوخ[۲۵]

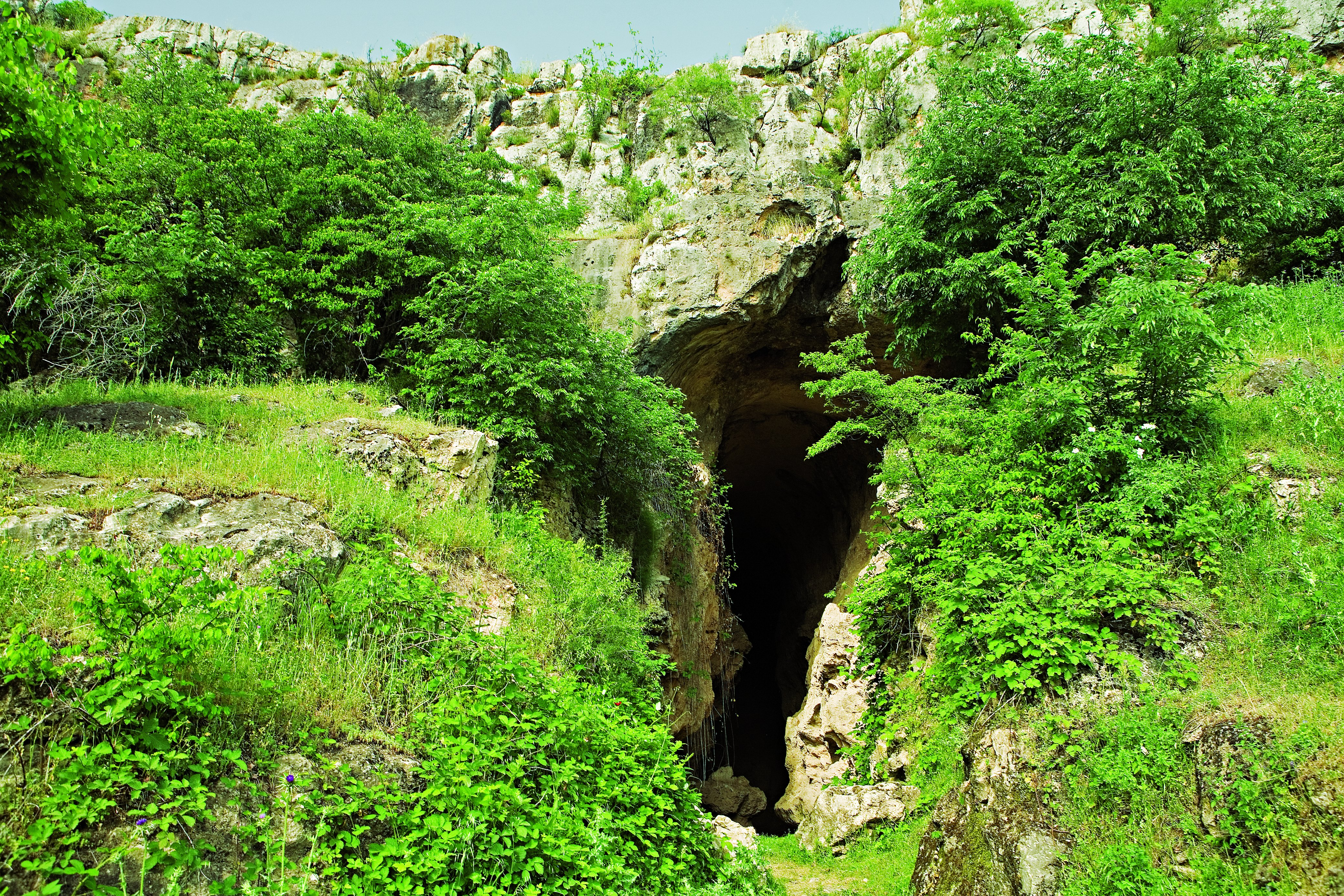
غار آزوخ

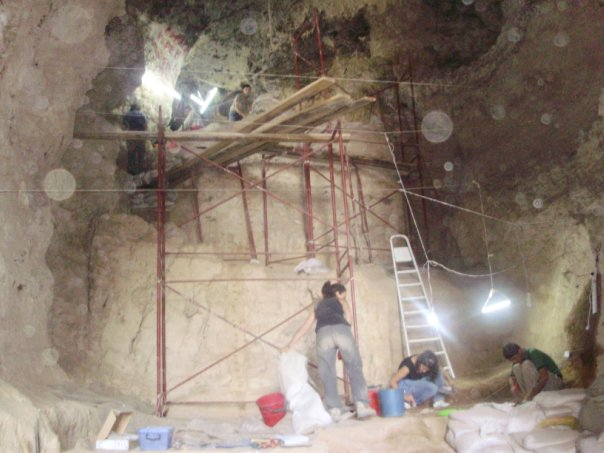
داخل غار آزوخ

غاری که میان روستاهای آزوخ و دراختیک منطقه هادروت آرتساخ قرار دارد، یکی از قدیمی‌ترین اماکن مسکونی عصر سنگ قفقاز به‌شمار می‌رود. مورخان ارمنی  قدیم از غار آزوخ زیاد یاد کرده‌اند. در زمان لشکرکشی‌های مغولان و تاتارها اربابان آماراس، ثروتهای جهان آرتساخ را در اینجا پنهان می‌نمودند.
برای مدت زیادی این غار دارای اسرار و رازهای زیادی بود، تنها از سال‌های دهه ۱۹۶۰ بود که دانشمندان باستان‌شناس‌‌ تحقیق در مورد آن را آغاز کرده‌اند. این اثر طبیعی باستانی ورودیها و خروجی‌هایی از شش سالن پر پیچ و خم داشته‌است. بزرگترین سالن آن مساحتی بالغ بر ۳۰۰۰ مترمربع را دربر می‌گیرد. دیوارهای سالن بزرگ مدور دارای سطح عجیب و غریبی هستند، گویا مارهایی به آن‌ها چسبیده‌اند. در صورت روشنایی شدید، تزئینات آن آنچنان می‌درخشند که گویی در قصری شگفت‌انگیز قرار دارید. سنگ‌های استالاگمیت و گلفهشنگ بزرگی که انسان را بیاد قندیلهای یخی می‌اندازند، زیبایی بیشتری به این قصر شگفت‌انگیز می‌بخشد.
در اینجا، اولین بار بقایای فسیلهای گیاهان و جانوران، آثار هنری انسانهای اولیه و ابزار سنگی که قدمت آن‌ها به بیش از هفتصد هزار سال می‌رسد، از دوران زمین‌شناسی آسیلی (Asselian) یافت شده‌اند.
راهروهایی به سمتهای مختلف از این سالن امتداد یافته‌اند. راهروی شرقی سالن بزرگ را به سالنهای دیگر متصل می‌کند. وضعیت این راهرو تا حدودی سر و سامان یافته‌است و تأثیر کار انسان در اینجا به چشم می‌خورد.
سالن سوم از چند متری آن آغاز می‌شود. طاقهای مزین به قندیلهای گلفهشنگ سالن را به چند قسمت تقسیم می‌کنند. کف آن ناهموار است و در جای-جای آن گودالهای آبی کوچک تشکیل شده‌است. همچنین شکافهای عمودی در غار دیده می‌شوند و سنگ‌های استالاگامیت سربر افراشته‌اند. پله‌ها و شکافهای پیچیده‌ای در میان دیوارها باز شده‌است. اشیای سفالین گوناگون، سنگ‌های پرداخت شده، صدها استخوان جانوران در اینجا کشف شده‌است. معلوم می‌شود که انسانهای اولیه دارای غذاهای گوناگونی بوده‌اند. دانشمندان از درون بقایای غذاها  بقایای آنچنان جانورانی را پیدا کرده‌اند که نسل آن‌ها از دیرباز منقرض  شده‌است.
برخلاف سالنهای دیگر، سالن بعدی یعنی سالن چهارم دارای کفی صاف و بسیار خشک می‌باشد، چون آب‌های زیرزمینی به اینجا نفوذ نمی‌کنند. سالن تنها یک ورودی دارد و آثار کارهای انسانی در اینجا برجسته‌تر می‌باشد. به احتمال زیاد این سالن به عنوان نوعی انبار یا مخفیگاه مورد استفاده قرار می‌گرفته‌است. از اینجا راهرو به طرف جنوب غربی می‌رود و به ورودی جنوبی غار منتهی می‌شود.
در نزدیکی ورودی، باستان‌شناسان تکه‌ای از فک فوقانی انسان غارنشین نئاندرتال متعلق به دوران زمین‌شناسی  موستری را در عمق ۷ متری کشف کرده‌اند. این تکه آرواره انسان از نظر ساختار و ترتیب قرارگیری دندانها به‌طور قابل ملاحظه‌ای با فک انسانهای امروزی تفاوت دارد. مطالعات دقیق نشان داده است که بقایای دندان عقل و دو دندان دیگر بر روی این فک محفوظ مانده‌است. کشف فک اولین ساکن غار آزوخ دارای اهمیت بسزایی است.
فک انسان غارنشین که در اطراف منطقه هادروت آرتساخ پیدا شده، در ادبیات علمی  زیر شماره پنج طبقه‌بندی شده‌است.
غار آزوخ نه فقط از نظر احیای ساختار انسان غارنشین اهمیت بسزایی دارد، بلکه همچنین این دیدگاه را تائید می‌کند که  قلمرو ارمنستان در داخل دوران کواترنری و اسکان اولیه انسان جای می‌گیرد.
علاوه بر چهار سالن توصیف شده، بعدها دو سالن دیگر نیز کشف شدند. طول مسیرهایی که از این غار اسرارآمیز عبور می‌کنند، بنا بر داده‌های ناکامل، بیش از  ۳۰۰ کیلومتر است. بیش از ۲۰ هزار استخوان متعلق به ۴۳ نوع حیوان مختلف، حدود ۶ هزار ابزار سنگی و اشیای دیگر و همچنین سازه‌هایی از قرون وسطا نیز در این غار یافت شده‌است.
البته تاکنون کلیه اسرار این غار برملا نشده‌است. این غار که هزاره‌های متعددی به عنوان مکان مسکونی باستانی وسیع فعالیت کرده‌است، مکرراً مورد مطالعه قرار می‌گیرد و هربار پژوهشگران را غافلگیر می‌کند.
- قلعه شوشی

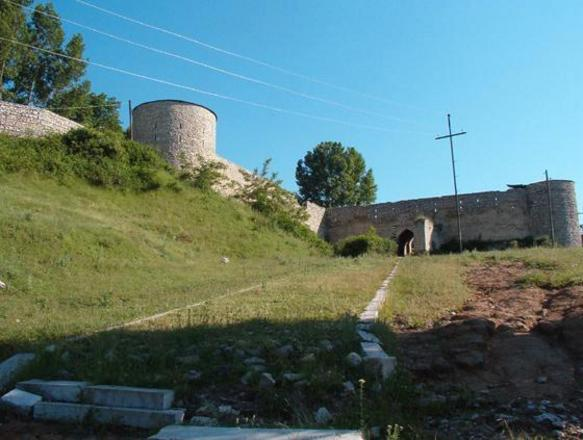
قلعه شوشی

قلعه شوشی (قرن هجدهم) به ملیک‌های قره‌باغ خاندان شاه‌نازاریان – حکمرانان واراندا – تعلق دارد.
دیوارهای باروها تا فاصله ۲/۵ کیلومتری امتداد یافته، از صخره‌های بلندی واقع در جنوب غربی زمین مسطح و مرتفع فوق شروع شده، از دامنه‌های سراشیب به سمت دره پائین می‌آیند و از شرق مجدداً" با صخره‌های بلند عمودی ادغام می‌شوند. الباقی طرفین شوشی بواسطه صخره‌های شیب‌داری مصونیت یافته‌است.
این باروها که برای تجهیزات نظامی دوران کهن غیرقابل دسترسی بودند، از سنگ آهک ساخته شده‌است.
دیوارهایی که ارتفاع آن‌ها به ۷-۸ متر می‌رسید، بوسیله برجهای نیم‌دایره‌ای تقویت شده بودند.
این قلعه شهر بمانند دیگر بناهای مشابه آرتساخ در قرون وسطی دارای یک مسیر مخفی بوده‌است. پلکانی که در دل صخره‌ها حفر شده‌است، در نزدیکی دروازه‌های جنوبی آغاز می‌شد و با عبور از میان پیچ و خمهای غارها، در دره رود کارکار بیرون می‌آمد. غارهای متعددی که در جنوب استحکامات قرار دارند، نقش بسزایی را در سیستم دفاعی شوشی ایفا کرده‌اند.
- قلعه مایرابرت[۲۹]

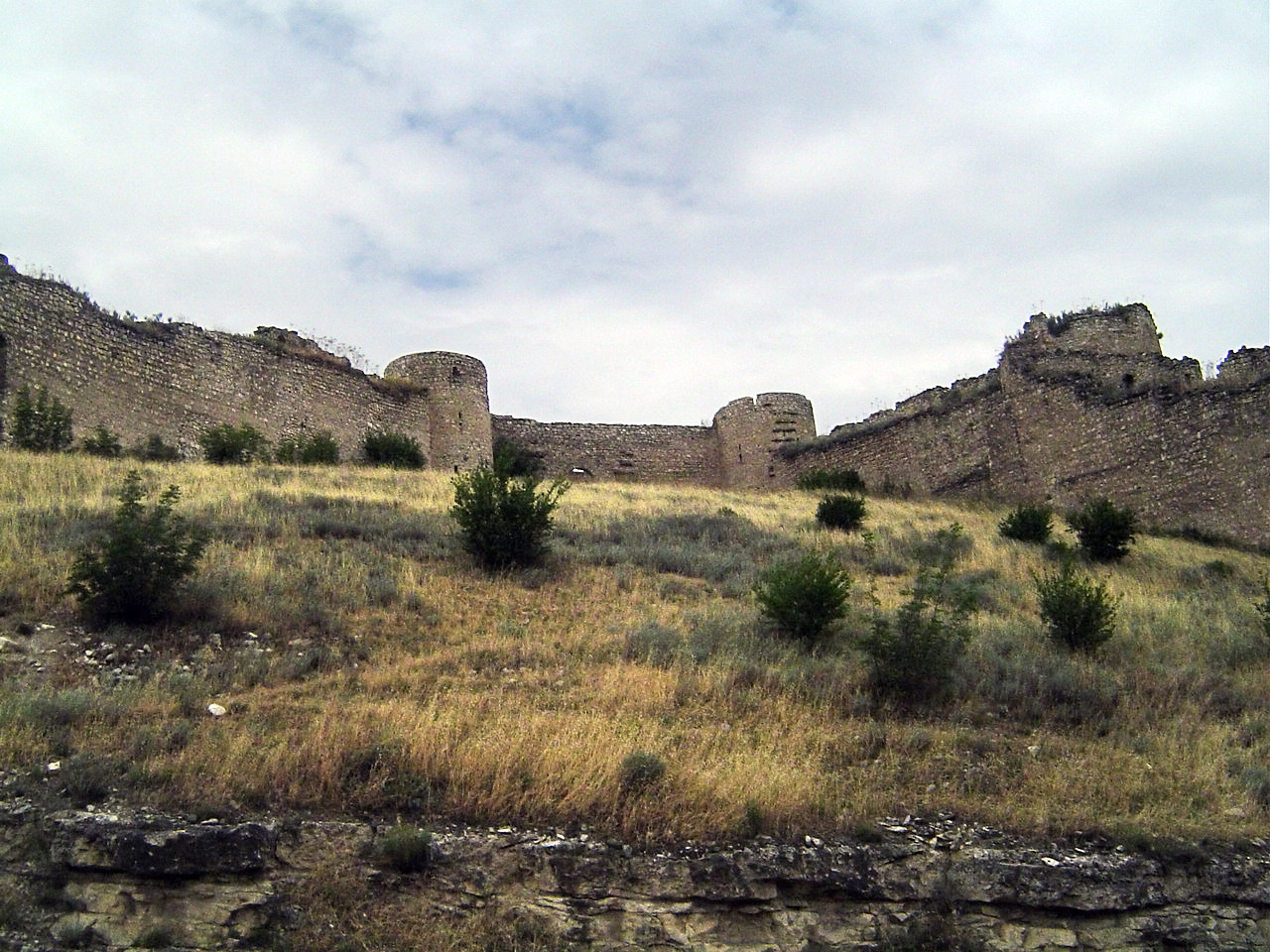
قلعه مایرابرت

این قلعه در فاصله ۱۴ کیلومتری از استپاناکرت به سمت شمال شرق واقع است. قرنها پیش، این قلعه (سده هجدهم) و مناطق مسکونی اطراف مایرابرت نام گرفته بودند.
باروهای دوجداره و موقعیت مناسب آن مانعی فائق‌ناپذیر برای دشمنان ایجاد کرده بودند. برجهایی دیده‌بانی از طریق راهروهای تنگی با یکدیگر ارتباط داشتند. باروها از داخل حفره‌ها و محل پرتاب گلوله‌های سنگی و آتشین متعددی داشتند. ضخامت دیوارها به ۲ متر و ارتفاع آن به ۹ متر می‌رسد. باروهای این قلعه طلایه‌دار دره کارکار بیش از ۵/۱ کیلومتر امتداد داشته و به دفعات در هنگام دفاع از شوشی سپر نیرومند و مطمئنی بوده‌است.
صفحات حماسی متعددی از تاریخ ملت ارمنی در زیر دیوارهای مایرابرت نوشته شده‌است.